# Zizina emelina
Zizina emelina is een vlinder uit de familie van de Lycaenidae. De wetenschappelijke naam van de soort is voor het eerst geldig gepubliceerd in 1869 door Paul de l'Orza.

## Verspreiding
De soort komt voor in Tibet, Zuid-Korea en Japan.

## Ondersoorten
- Zizina emelina emelina (de l'Orza, 1869)
- Zizina emelina thibetensis (Poujade, 1885)